# Ophiostoma

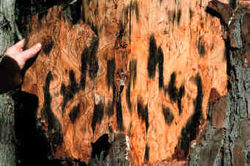
Albero attaccato da Ophiostoma minus

Ophiostoma è un genere di funghi (detto anche ceratostomella) ascomiceti.
Comprende l'Ophiostoma piliferum, un parassita delle conifere a cui provoca l'azzurramento del legno e l'Ophiostoma ulmi la cui forma conidica, nota come Graphium ulmi, causa ai tronchi gli effetti della grafiosi.

## Specie diOphiostoma
La specie tipo è Ophiostoma piliferum (Fr.) Syd. & P. Syd. (1919), altre specie sono:
- Ophiostoma abieticola Yamaoka & Masuya (2004)
- Ophiostoma abietinum Marm. & Butin (1990)
- Ophiostoma abiocarpum (R.W. Davidson) T.C. Harr. (1987), [RSD]
- Ophiostoma adjuncti (R.W. Davidson) T.C. Harr. (1987), [RSD]
- Ophiostoma aenigmaticum K. Jacobs, M.J. Wingf. & Yamaoka (1998), [RSD]
- Ophiostoma africanum G.J. Marais & M.J. Wingf. (2001)
- Ophiostoma ainoae H. Solheim (1986), [RSD]
- Ophiostoma albidum Math.-Käärik (1954)
- Ophiostoma americanum K. Jacobs & M.J. Wingf. (1997), [RSD]
- Ophiostoma araucariae (Butin) de Hoog & R.J. Scheff. (1984), [RSD]
- Ophiostoma aurorae X.D. Zhou & M.J. Wingf. (2006)
- Ophiostoma bacillisporum (Butin & G. Zimm.) de Hoog & R.J. Scheff. (1984), [RSD]
- Ophiostoma bicolor R.W. Davidson & D.E. Wells (1955), [RSD]
- Ophiostoma botuliforme Masuya (2003)
- Ophiostoma bragantinum Pfenning & Oberw. (1993), [RSD]
- Ophiostoma brevicolle (R.W. Davidson) de Hoog & R.J. Scheff. (1984), [RSD]
- Ophiostoma brunneociliatum Math.-Käärik (1954), [RSD]
- Ophiostoma brunneum (R.W. Davidson) Georg Hausner & J. Reid (2003)
- Ophiostoma californicum (DeVay, R.W. Davidson & W.J. Moller) Georg Hausner, J. Reid & Klassen (1993)
- Ophiostoma canum (Münch) Syd. & P. Syd., [RSD]
- Ophiostoma capense M.J. Wingf. & P.S. van Wyk (1993), [RSD]
- Ophiostoma carpenteri J. Reid & Hausner (2003)
- Ophiostoma castaneae (Vanine{?} & Solovjev) Nannf. (1934)
- Ophiostoma catonianum Goid. (1935)
- Ophiostoma clavatum Math.-Käärik (1951), [RSD]
- Ophiostoma columnare (Olchow. & J. Reid) Seifert & G. Okada (1999)
- Ophiostoma concentricum (Olchow. & J. Reid) Georg Hausner & J. Reid (2003)
- Ophiostoma conicola Marm. & Butin (1990)
- Ophiostoma crenulatum (Olchow. & J. Reid) Georg Hausner & J. Reid (2003)
- Ophiostoma crenulatum (Olchow. & J. Reid) K. Jacobs (2003)
- Ophiostoma cuculatum H. Solheim (1986), [RSD]
- Ophiostoma cucullatum H. Solheim (1986), [RSD]
- Ophiostoma distortum (R.W. Davidson) de Hoog & R.J. Scheff. (1984), [RSD]
- Ophiostoma epigloeum (Guerrero) de Hoog (1974), [RSD]
- Ophiostoma europhioides (E.F. Wright & Cain) H. Solheim (1986), [RSD]
- Ophiostoma exiguum (Hedgc.) Syd. & P. Syd.
- Ophiostoma fasciatum (Olchow. & J. Reid) Georg Hausner, J. Reid & Klassen (1993)
- Ophiostoma flexuosum H. Solheim (1986), [RSD]
- Ophiostoma francke-grosmanniae (R.W. Davidson) de Hoog & R.J. Scheff. (1984), [RSD]
- Ophiostoma fusiforme Aghayeva & M.J. Wingf. (2004)
- Ophiostoma galeiforme (B.K. Bakshi) Math.-Käärik (1954), [RSD]
- Ophiostoma gossypinum (R.W. Davidson) J.J. Taylor (1976)
- Ophiostoma gossypinum var. gossypinum (R.W. Davidson) J.J. Taylor (1976)
- Ophiostoma gossypinum var. robustum R.W. Davidson
- Ophiostoma grande Samuels & E. Müll. (1979), [RSD]
- Ophiostoma grandifoliae (R.W. Davidson) T.C. Harr. (1987)
- Ophiostoma himal-ulmi Brasier & M.D. Mehrotra (1995), [RSD]
- Ophiostoma huntii (Rob.-Jeffr.) de Hoog & R.J. Scheff. (1984), [RSD]
- Ophiostoma hyalothecium (R.W. Davidson) Georg Hausner, J. Reid & Klassen (1993)
- Ophiostoma japonicum Yamaoka & M.J. Wingf. (1997)
- Ophiostoma kryptum K. Jacobs & Kirisits (2003)
- Ophiostoma laricis Van der Westh., Yamaoka & M.J. Wingf. (1995), [RSD]
- Ophiostoma leptographoides (R.W. Davidson) Arx (1952)
- Ophiostoma lignorum (Wollenw.) Goid. (1935)
- Ophiostoma longicollum Masuya (1998)
- Ophiostoma longisporum (Olchow. & J. Reid) Georg Hausner, J. Reid & Klassen (1993)
- Ophiostoma lunae (Kitaj.) Arx (1952)
- Ophiostoma lunatum Aghayeva & M.J. Wingf. (2004)
- Ophiostoma manitobense J. Reid & Georg Hausner (2003)
- Ophiostoma megalobrunneum (R.W. Davidson & Toole) de Hoog & R.J. Scheff. (1984), [RSD]
- Ophiostoma merolinense (Georgev.) Nannf. (1934)
- Ophiostoma microcarpum Yamaoka & Masuya (2004)
- Ophiostoma microsporum (R.W. Davidson) Arx (1952), [RSD]
- Ophiostoma multiannulatum (Hedgc. & R.W. Davidson) Hendr. (1937), [RSD]
- Ophiostoma narcissi Limber (1950), [RSD]
- Ophiostoma neglectum R. Kirschner & Oberw. (1999), [RSD]
- Ophiostoma nigrogranum Masuya (2003)
- Ophiostoma nigrum (R.W. Davidson) de Hoog & R.J. Scheff. (1984), [RSD]
- Ophiostoma nikkoense Yamaoka & Masuya (2004)
- Ophiostoma novae-zelandiae (L.J. Hutchison & J. Reid) Rulamort (1990)
- Ophiostoma novo-ulmi Brasier (1991), [RSD]
- Ophiostoma novo-ulmi subsp. americana Brasier & S.A. Kirk (2001)
- Ophiostoma novo-ulmi subsp. novo-ulmi Brasier (1991)
- Ophiostoma olivaceapini (R.W. Davidson) Seifert & G. Okada (1999)
- Ophiostoma olivaceum Math.-Käärik (1951), [RSD]
- Ophiostoma pallidobrunneum (Olchow. & J. Reid) Georg Hausner & J. Reid (2003)
- Ophiostoma paradoxum (Dade) Nannf. (1934), (= Ceratocystis paradoxa), [RSD]
- Ophiostoma parvum (Olchow. & J. Reid) Georg Hausner, J. Reid & Klassen (1993)
- Ophiostoma penicillatum (Grosmann) Siemaszko (1939), [RSD]
- Ophiostoma perfectum (R.W. Davidson) de Hoog (1974), [RSD]
- Ophiostoma persicinum Govi & Di Caro (1953)
- Ophiostoma piceae (Münch) Syd. & P. Syd. (1919), [RSD]
- Ophiostoma piceaperdum (Rumbold) Arx (1952), [RSD]
- Ophiostoma polonicum Siemaszko (1939), [RSD]
- Ophiostoma polyporicola Constant. & Ryman (1989), [RSD]
- Ophiostoma ponderosae (T.E. Hinds & R.W. Davidson) Georg Hausner, J. Reid & Klassen (1993)
- Ophiostoma populinum (T.E. Hinds & R.W. Davidson) de Hoog & R.J. Scheff. (1984), [RSD]
- Ophiostoma protearum G.J. Marais & M.J. Wingf. (1997)
- Ophiostoma pseudominus (Olchow. & J. Reid) Georg Hausner, J. Reid & Klassen (1993)
- Ophiostoma pseudonigrum (Olchow. & J. Reid) Georg Hausner & J. Reid (2003)
- Ophiostoma pseudotsugae (Rumbold) Arx (1952)
- Ophiostoma pulvinisporum X.D. Zhou & M.J. Wingf. (2004)
- Ophiostoma pusillum Masuya (2003)
- Ophiostoma radiaticola J.J. Kim, Seifert & G.H. Kim (2005)
- Ophiostoma rollhansenianum J. Reid, Eyjólfsd. & Georg Hausner (2003)
- Ophiostoma roraimense Samuels & E. Müll. (1979), [RSD]
- Ophiostoma rostrocoronatum (R.W. Davidson & Eslyn) de Hoog & R.J. Scheff. (1984), [RSD]
- Ophiostoma rostrocylindricum (R.W. Davidson) Arx (1952)
- Ophiostoma sagmatospora (E.F. Wright & Cain) H. Solheim (1986)
- Ophiostoma serpens (Goid.) Arx (1952), [RSD]
- Ophiostoma seticolle (R.W. Davidson) de Hoog & R.J. Scheff. (1984), [RSD]
- Ophiostoma setosum Uzunovic, Seifert, S.H. Kim & C. Breuil (2000)
- Ophiostoma simplex K. Jacobs & M.J. Wingf. (1997)
- Ophiostoma sparsum (R.W. Davidson) de Hoog & R.J. Scheff. (1984), [RSD]
- Ophiostoma spinosum P.F. Cannon (1997), [RSD]
- Ophiostoma splendens G.J. Marais & M.J. Wingf. (1994), [RSD]
- Ophiostoma ssiori Masuya, Kubono & Ichihara (2003)
- Ophiostoma subalpinum Ohtaka & Masuya (2002)
- Ophiostoma subannulatum Livingston & R.W. Davidson (1987)
- Ophiostoma tetropii Math.-Käärik (1951), [RSD]
- Ophiostoma torticiliatum (Olchow. & J. Reid) Seifert & G. Okada (1999)
- Ophiostoma torulosum (Butin & G. Zimm.) Georg Hausner, J. Reid & Klassen (1993)
- Ophiostoma tremuloaureum (R.W. Davidson & T.E. Hinds) de Hoog & R.J. Scheff. (1984), [RSD]
- Ophiostoma triangulosporum Butin (1978), [RSD]
- Ophiostoma truncicola R.W. Davidson (1955)
- Ophiostoma ulmi (Buisman) Nannf. (1934), [RSD]
- Ophiostoma valdivianum (Butin) Rulamort (1986), [RSD]
- Ophiostoma variosporum (R.W. Davidson) Arx (1952)
- Ophiostoma verrucosum Gebhardt, R. Kirschner & Oberw. (2002)
- Ophiostoma vescum (R.W. Davidson) Georg Hausner, J. Reid & Klassen (1993)
- Ophiostoma wageneri (Goheen & F.W. Cobb) T.C. Harr. (1987), [RSD]